# Volcà Wolf
Wolf, també conegut com a mont Whiton, és un gran volcà en escut que es troba al nord de l'illa Isabela, a les illes Galápagos, Equador. Amb 1.710 msnm és el cim més alt de les illes Galápagos.
Consta d'una gran caldera de 6 x 7 quilòmetres i té una profunditat de 700 metres. Només el Cerro Azul té una caldera de profunditat similar a les Galápagos. Després de l'última erupció es va produir un col·lapse de la caldera, provocant la seva aparença esglaonada, amb pendents molt pronunciats que arriben als 35 graus en alguns punts. La primera erupció històrica es va registrar el 1797; Des de llavors s'han registrat onze erupcions més, l'última a principis de gener de 2022.

## Fauna
La subespècie de tortuga de les Galápagos, Chelonoidis nigra becki, es troba als vessants nord i oest del volcà, lluny de les colades de lava més recents on hi ha vegetació més densa. Està amenaçat per les pressions poblacionals i la depredació dels gats salvatges.
L'any 2009 es va identificar una nova espècie d'iguana terrestre, la Conolophus marthae, als vessants del volcà Wolf. Havia estat descoberta pels guardaparcs el 1986 i estudiada pels científics des de l'any 2000.